# Carlisle megye
Carlisle megye az Amerikai Egyesült Államokban, azon belül Kentucky államban található. Megyeszékhelye és legnagyobb városa Bardwell. Lakosainak száma 4826 fő (2020. április 1.).

## Szomszédos megyék
- Ballard megye (észak)
- McCracken megye (északkelet)
- Graves megye (kelet)
- Hickman megye (dél)
- Mississippi megye (nyugat)

## Népesség
A megye népességének változása:
| Lakosok száma | 5099 | 5056 | 5053 | 5001 | 4874 | 4826 |
|               | 2010 | 2011 | 2012 | 2013 | 2015 | 2020 |